# Thysanopyga palliata
Thysanopyga palliata là một loài bướm đêm trong họ Geometridae.